# فاي يي
فاي يي هو شاعر صيني، ولد في 1962 في هاربن في الصين.